# Fontaine-lès-Boulans
Fontaine-lès-Boulans é uma comuna francesa na região administrativa de Altos da França, no departamento de Pas-de-Calais. Estende-se por uma área de 5,62 km². Em 2010 a comuna tinha 104 habitantes (densidade: 18,5 hab./km²).